# Famille Calbo
 (août 2024).
Pour l’article homonyme, voir Calbo.
La famille Calbo, plus tard Calbo-Crotta, est une famille patricienne de Venise, originaire de Padoue.

## Historique
La famille Calbo est originaire de Padoue. Elle s'établit à Venise dès 891.
Elle fait partie du Maggior Consiglio après la guerre de Gênes en 1310. Confirmée noble en 1817.

## Personnalités
- Luigi Calbo : provéditeur dans le royaume de Negroponte, qui y mourut lors de sa conquête par Mehmed II en 1470 ;
- Antonio Calbo : conseiller en Candie en 1539, qui repoussa les Turcs ;
- Francesco Calbo (1760-1827), fils de Giovanni Marco et Lucrezia Crotta, ajouta le nom Crotta au sien. Il fut ministre des finances et 4e podestat sous le règne autrichien ; devint comte de l'empire autrichien en 1818 ; mort sans héritiers.

## Armes

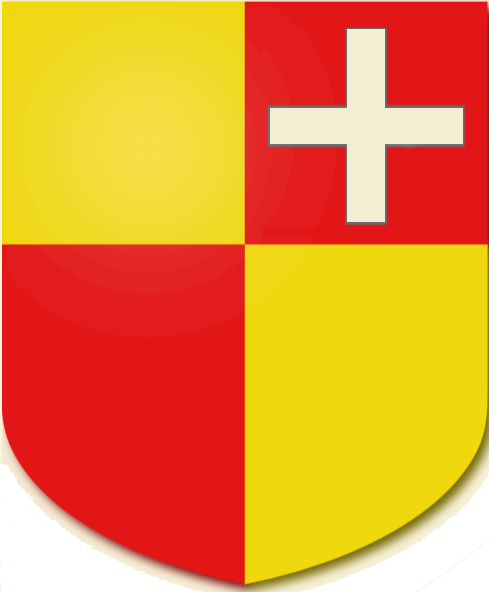
Armes des Calbo.

Les armes de la famille se blasonnent ainsi : écartelées d'ar et de gueules, le second quartier chargé d'une croix alaisée d'argent.

## Demeures
- le palais Calbo Crotta (it)